# Zuse-Z4
Zuse-Z4 je prvo komercijalno digitalno računalo i prvi primjerak je bio isporučen ETH Zurich-u u rujnu 1950. godine. Glavni dizajner ovog računala bio je Nijemac Konrad Zuse

## Arhitektura
- Takt: (oko) 40 Hz
- Brzina računanja: zbrajanje 400 ms
- Ulaz: decimalni brojevi, bušena traka
- Izlaz: decimalni brojevi, bušena traka
- Širina riječi: 32 bita
- Izrada: releji: 2,500 releja, 21 stepenskih releja
- Memorija: (64 riječi, 32 bit)
- Potrošnja energije: (oko) 4 kW